# بخش فین
بخش فین، یکی از بخش‌های شهرستان بندرعباس در استان هرمزگان ایران است. مرکز این بخش، شهر فین است.

## تقسیمات کشوری
- بخش فین
  - دهستان فین
  - دهستان گهره

شهر: فین

## جمعیت
بر پایه سرشماری عمومی نفوس و مسکن در سال ۱۳۹۵، جمعیت بخش فین برابر با ۱۶٬۳۵۹ نفر بوده‌است.